# Chongtian Hu
Chongtian Hu är en sjö i Kina. Den ligger i provinsen Hunan, i den södra delen av landet, omkring 150 kilometer nordväst om provinshuvudstaden Changsha. Chongtian Hu ligger 28 meter över havet. Arean är 10,5 kvadratkilometer. Trakten runt Chongtian Hu består till största delen av jordbruksmark. Den sträcker sig 6,2 kilometer i nord-sydlig riktning, och 5,6 kilometer i öst-västlig riktning.
Genomsnittlig årsnederbörd är 1 706 millimeter. Den regnigaste månaden är maj, med i genomsnitt 303 mm nederbörd, och den torraste är december, med 32 mm nederbörd.